# Seth Sentry
Seth Sentry, pseudonimo di Seth Gabriel Marton (Sorrento, 4 gennaio 1983), è un rapper australiano.

## Biografia
Seth Sentry ha raggiunto il successo col disco This Was Tomorrow (2012), certificato oro dalla Australian Recording Industry Association e classificatosi 6º nelle ARIA Charts. L'album in studio successivo, intitolato Strange New Past, ha segnato il suo miglior posizionamento nella ARIA Albums Chart, finendo al 2º posto e venendo premiato con un ARIA Music Award.
Un terzo disco, Super Cool Tree House, è uscito nel giugno 2021.

## Discografia

### Album in studio
- 2012 – This Was Tomorrow
- 2015 – Strange New Past
- 2021 – Super Cool Tree House

### EP
- 2008 – Waiter Minute

### Singoli
- 2016 – Petty
- 2017 – Play It Safe
- 2019 – Wrong One
- 2021 – Friendstlevania (feat. Complete, Nerve & Sesta)